# Vsevolod Roednev

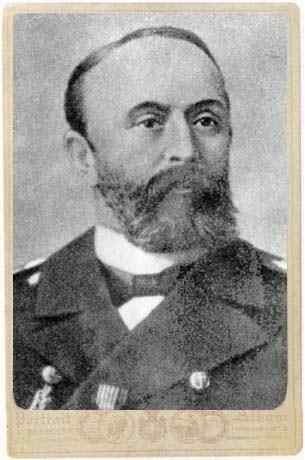
Vsevolod Roednev.

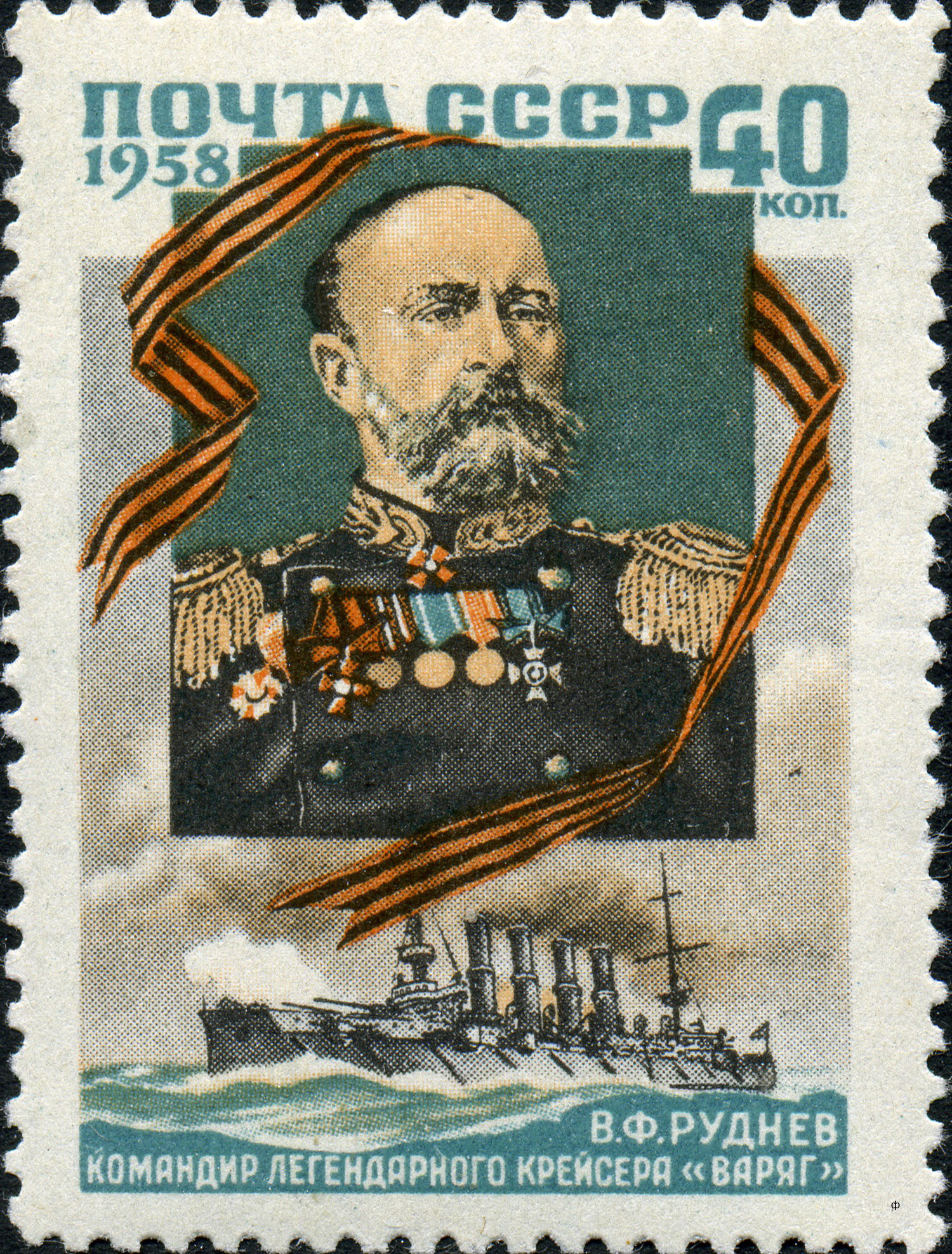
Postzegel met Roednevs beeld.

Vsevolod Fjodorovitsj Roednev (Russisch: Все́волод Фёдорович Ру́днев) (Riga, 31 augustus 1855 – Toela, 20 juli 1913) was een Russisch admiraal die vocht in de Russisch-Japanse Oorlog (1904-1905).

## Marine traditie
De vader van Roednev was een marineofficier die zich als held had onderscheiden in de Russisch-Turkse Oorlog (1828-1829). Een andere voorvader was gedecoreerd voor zijn aandeel in de Slag bij Azov. Vsevolod Roednev trouwde in 1888 met Maria Nikolajevna Schwan, een dochter van een kapitein en held van de Krimoorlog.

Na de dood van zijn vader verhuisde Vsevolod Roednev met het gezin van Riga naar Ljoeban bij Sint-Petersburg.

## Beginjaren
Roednev begon bij het Russisch Zeekadettenkorps op 15 september 1872. Hij begon als vaandrig op 1 mei 1873 en maakte oefenreizen op de Oostzee in 1875. Hij studeerde in 1876 af met onderscheiding en diende op het fregat Petropavlovsk als warrant officer. Van 16 april 1880 tot 1883 voer hij met de kruiser Afrika rond de wereld. Een van zijn collega's was de latere admiraal Vasili Fersen.
Roednev voer patrouilles in de Oostzee van 1885 tot 1887. Hij stuurde in 1888 het eerste stoomschip Peter de Grote van de scheepswerf in Frankrijk naar Kronstadt.
In augustus 1889 nam Roednev met de kruiser Admiral Kornilov deel aan manoeuvres van de Russische Pacifische Vloot. Hij keerde terug naar Kronstadt in december 1890 en kreeg het bevel over een torpedobootjager. Nadien kreeg hij het bevel over het slagschip Gangoet.
In 1893 werd Roednev kapitein van het slagschip Imperator Nikolai I, het vlaggenschip van admiraal Stepan Makarovs eskader op de Middellandse Zee en in 1895 voer hij met dit schip rond de aarde.
Bij zijn terugkeer naar Kronstadt kreeg Roednev het bevel over het kustschip Admiral Greig en dan over de torpedobootjager Vyborg. In december 1897 kreeg Roednev het bevel over de kanonneerboot Gremjastsji, waarmee hij van 1 maart 1898 tot 15 mei 1899 rond de wereld reisde.
In 1900 werd Roednev assistent van de bevelhebber van de marinebasis Port Arthur.

## Russisch-Japanse Oorlog
In december 1902 kreeg Roednev het bevel over de kruiser Varjag. Bij de uitbraak van de Russisch-Japanse Oorlog werd hij naar de neutrale Koreaanse haven Incheon gestuurd. In de ochtend van 9 februari 1904 ontving hij een ultimatum van de Japanse admiraal Uryu Sotokichi, dat hij voor de middag de haven moest verlaten of zou worden aangevallen. Roednev besloot tot een uitbraak. Kanonnen schoten over en weer en de Vargjag beschadigde de kruisers Asama, Chiyoda en Takachiho maar kreeg zelf zware treffers. Roednev werd aan het hoofd gewond door een granaatscherf, de Varyag stond in brand en de helft van de kanonnen was buiten dienst. In plaats van zich over te geven, bracht Roednev de Varjag zelf tot zinken en de bemanning kon ontkomen naar neutrale schepen in de haven, vanwaar ze via neutrale havens naar Rusland gerepatrieerd werden. Hoewel Rusland in de Slag bij Incheon een zware nederlaag leed, kreeg Roednev de Orde van Sint-George voor betoonde moed.

## Pensioen
Na de Revolutie van 1905 weigerde Roednev om bemanningsleden met revolutionaire sympathie te straffen. Hij werd gedwongen om met pensioen te gaan in november 1905.

In 1907 oorlog verleende keizer Meiji van Japan Roednev de Orde van de Rijzende Zon. Roednev aanvaardde de medaille, maar droeg deze nooit in het openbaar.
Roednev overleed op 58-jarige leeftijd.